# Переводоведение
Переводове́дение (англ. Translation Studies), теория перевода, изредка транслатология, традуктология (от фр. Traduction) — гуманитарная дисциплина на стыке лингвистики, теории коммуникации, сравнительного литературоведения, семиотики и социологии, изучающая процесс и результаты устного и письменного перевода, а также широкий круг смежных явлений (например, локализацию). Кроме того, в сферу интересов переводоведения попадают идеология и социальные аспекты перевода как деятельности.

## История

### Ранний этап
Переводоведение зародилось как нормативная, прескриптивная дисциплина, аккумулирующая и формулирующая практические рекомендации переводчикам. В европейской традиции условной точкой отсчёта считается трактат Цицерона De Optimo Genere Oratorum («О наилучшем роде ораторов»), в котором обсуждается польза перевода с греческого для практической подготовки оратора.

### Институционализация
1950—1960-е годы отмечены появлением и бурным ростом лингвистистически ориентированных исследований перевода. В 1958 году Жан-Поль Вине (фр. Jean-Paul Vinay) и Жан Дарбельне (фр. Jean Darbelnet) написали сравнительную стилистику французского и английского языков для целей перевода.
Во время II Конгресса славистов в Москве (1958) развернулись ожесточённые дебаты между сторонниками лингвистического и литературоведческого подхода к переводу, разрешением которых стал хрупкий консенсус о том, что переводы следует изучать в рамках особой дисциплины, со своим набором подходов и арсеналом методов, не сводимых ни к литературоведческим, ни к сугубо лингвистическим. Первые исследовательские коллективы, занимавшиеся переводами, возникли в некоторых университетах США (Университет Айовы, Принстонский университет) в 1960-е гг..
В последние годы переводоведение всё больше интегрируется с информационными технологиями; в Мангеймском университете эта специальность изучается на факультете электротехники. В Брестском государственном университете имени А. С. Пушкина, на факультете иностранных языков, одновременно с преподаванием такой дисциплины технической направленности, как компьютерный перевод, читается классический курс «Введение в переводоведение».
Переводоведение может быть нормативным (предписывающим применение определённых правил перевода) или дескриптивным (описательным).

### На русском языке
- Алексеева И. С. Введение в переводоведение. — М.: Издательский центр «Академия», 2004.
- Бархударов Л. С. Язык и перевод: Вопросы общей и частной теории перевода. Изд. 3-е. — М.: Издательство ЛКИ, 2010.
- Виноградов В. С. Введение в переводоведение (общие и лексические вопросы). М.: Издательство института общего среднего образования РАО, 2001.
- Гарбовский Н. К. Теория перевода. — М.: Изд-во Моск. ун-та, 2004.
- Комиссаров В. Н. Современное переводоведение. — М.: ЭТС, 2004.
- Миньяр-Белоручев Р. К. Общая теория перевода и устный перевод. — М., 1980.
- Нелюбин Л. Л., Хухуни Г. Т. Наука о переводе (история и теория с древнейших времен до наших дней). — М.: Флинта: МПСИ, 2006.
- Паршин А. В. Теория и практика перевода. — Ставрополь: СГУ, 1999.
- Тюленев С. В. Теория перевода. — М.: Гардарики, 2004.
- Швейцер А. Д. Теория перевода: статус, проблемы, аспекты. — М.: Наука, 1988.

### На иностранных языках
- Bachmann-Medick, Doris (2009). Translational Turn, in: Doris Bachmann-Medick, Cultural Turns. Neuorientierungen in den Kulturwissenschaften. 3rd. ed. Reinbek: Rowohlt, 238—283.
- Bachmann-Medick, Doris ed. (2009). The Translational Turn. (=Special Issue of 'Translation Studies' vol. 2, issue 1)
- Baker, Mona ed. (2001). Routledge Encyclopedia of Translation Studies. New York & London: Routledge.
- Baker, Mona (1992). In Other Words: Coursebook on Translation. New York & London: Routledge.
- Bassnett, Susan (1980; revised 1991; 2002). Translation Studies.
- Benjamin, Walter (1923). The Task of the Translator, introduction to Benjamin’s translation of Fleurs du Mal.
- Best, Joanna; Kalina, Sylvia, (2002) «Übersetzen und Dolmetschen».Tübingen und Basel: A. Francke Verlag (UTB).
- Catford, J.C., (1965). A Linguistic Theory of Translation. London.
- Gentzler, Edwin (2001). Contemporary Translation Theories. 2nd Ed. London & New York: Routledge
- Holmes, James S. (1972/1988). The Name and Nature of Translation Studies. In: James S. Holmes, Translated! Papers on Literary Translation and Translation Studies, Amsterdam: Rodopi, pp. 67-80.
- Levý, Jiří (1967). Translation as a Decision Process. In To Honor Roman Jakobson. The Hague: Mouton, II, pp. 1171—1182.
- Levý, Jiří (1969). Die literarische Übersetzung: Theorie einer Kunstgattung. Frankfurt am Main-Bonn.
- Mounin, Georges (1963). Les problèmes théoriques de la traduction. Paris.
- Newmark, Peter (1988). A Textbook of Translation, New York & London: Prentice Hall.
- Torop, Peeter (2010). La traduzione totale. Tipi di processo traduttivo nella cultura, Milano: Hoepli.
- Reiss, Katharina (1989). Text Types, Translation Types and Translation Assessment. In: Chesterman, Andrew (ed.) (1989). Readings in Translation Theory. Helsinki: Oy Finn Lectura Ab.
- Toury, Gideon (1995). Descriptive Translation Studies and beyond. Amsterdam / Philadelphia: John Benjamins.
- Snell_Hornby, Mary et al. (1999/2006). «Handbuch Translation». Tübingen: Stauffenburg-Verlag.
- Steiner, George (1975). After Babel. Oxford University Press
- Szczerbowski, Tadeusz (2011). Rosyjskie teorie przekładu literackiego [Российские теории литературного перевода]. Kraków: Wydawnictwo Naukowe Uniwersytetu Pedagogicznego, ISBN 978-83-7271-671-2 (https://depot.ceon.pl/handle/123456789/16195).
- Venuti, Lawrence (1995). The Translator’s Invisibility: A History of Translation. London & New York: Routledge (Read full version here)
- Vermeer, Hans J.; Reiß, Katharina: Grundlegung einer allgemeinen Translationstheorie. Niemeyer, Tübingen 1984, ISBN 3-484-30147-3.
- Translation Studies. An International Peer-reviewed Journal. Vol. 1,1 2008 and Vol. 1,2 2008. London: Routledge.